# وو سانگ-کوون
وو سانگ-کوون (انگلیسی: Woo Sang-kwon; ۲ فوریهٔ ۱۹۲۶ – ۱۳ دسامبر ۱۹۷۵) بازیکن فوتبال اهل کره جنوبی بود.
وی همچنین در تیم ملی فوتبال کره جنوبی بازی کرده‌است.
وی در مسابقات کشوری و بین‌المللی در مجموع برندهٔ ۲ مدال طلا، ۱ مدال نقره شده‌است.